# Red Magnum Bonum
Red Magnum Bonum es una variedad cultivar de ciruelo (Prunus domestica), de las denominadas ciruelas europeas. Una variedad de ciruela descrita ya en 1629 (Inglaterra). Fruta de tamaño mediano a grande de forma ovalada alargada, con piel de color rojo púrpura, cubierto de pruina de mediano espesor, y pulpa de color amarillo verdoso oscuro, textura de pulpa firme, ligeramente áspera, seca, vivaz, subácida.

## Sinonimia
- "Purple Egg",
- "Askew’s Purple Egg",
- "Bockshoden",
- "Dame Aubert Violette",
- "Imperial Violet",
- "Florence",
- "Mogul Rouge".[3][5]

## Historia
'Red Magnum Bonum' variedad que en el pasado fue popular, en el tiempo actual sólo tiene interés histórico. Hace tres siglos esta variedad fue cultivada en Inglaterra por John Tradescant bajo el nombre de Imperiall. Fue mencionado por todos los primeros escritores de horticultura y parece claro que la variedad estaba bien establecida en Europa al menos desde principios del siglo XVII. Como todas las ciruelas de la época se propagaban a partir de semillas, lo que originó una gran cantidad de subvariedades de este tipo, y a medida que éstas se establecieron, la nomenclatura de la variedad se volvió muy compleja. En 1729 Langley lo llamó 'Red Magnum Bonum', nombre que ha conservado desde entonces.
'Red Magnum Bonum' ha sido descrita por:1. Parkinson Par. Ter. 576, 577. 1629. 2, Rea Flora 208. 1676. 3. Langley Pomona 92, Pl. XX fig. V. 1729. 4. Duhamel Trait. Arb. Fr. 2:98, Pl. XV. 1768. 5. Kraft Pom. Aust. 2:31, Tab. 178 fig. 1. 1796. 6. Willichs Dom. Enc. 4:300. 1803. 7. Prince Pom. Man. 2:59. 1832. 8. Hoffy Orch. Com. fig. 1841. 9. Floy-Lindley Guide Orch. Card. 292. 1846. 10. Horticulturist 4:194. 1849.  11. Ann. Pom. Belge 99, Pl. 1853.  12; Elliott Fr. Book 428, 429. 1854. 13. Noisette Man. Comp. Jard. 2:499. 1860. 14. Downing Fr. Trees Am. 943. 1S69. 15. Mas Pom. Gen. 2:139, fig. 70. 1873. 16. Hogg Fruit Man. 721. 1884. 17. Am. Pom. Soc. Rpt. 61. 1887. 18. Mathieu Nom. Pom. 445, 448. 1889. 19. Ia. Hort. Soc. Rpt. 87. 1890. 20. Guide Prat. 158, 358. 1895.
'Red Magnum Bonum' está cultivada en diversos bancos de germoplasma de cultivos vivos, tales como en National Fruit Collection (Colección Nacional de Fruta) de Reino Unido con el número de accesión: 1952 - 184 y Nombre Accesión : Red Magnum Bonum. El espécimen fue recibido en el «National Fruit Trials» (Probatorio Nacional de Frutas), para evaluar sus características en 1952.

## Características
'Red Magnum Bonum' árbol resistente, vigoroso, productivo, con brotes jóvenes glabros. Autofértil. Flor blanca, que tiene un tiempo de floración que comienza a partir del 21 de abril con el 10% de floración, para el 25 de abril tiene una floración completa (80%), y para el 6 de mayo tiene un 90% de caída de pétalos.
'Red Magnum Bonum' tiene una talla de tamaño de mediano a grande de forma ovalada alargada, cavidad profunda, estrecha, abrupta, sutura una línea muy fina; ápice redondeado, con peso promedio de 48.20 g; epidermis tiene una piel gruesa, ácida, siendo el color de la piel rojo púrpura siendo rojo intenso al sol, rojo pálido a la sombra, cubierto de pruina de mediano espesor, punteado muy fino; pedúnculo glabro, con una longitud promedio de 11.26 mm, pubescente, bien adherido al fruto con la cavidad del pedúnculo; pulpa de color amarillo verdoso, textura de pulpa firme, ligeramente áspera, seca, vivaz, subácida.
Hueso libre, ovalado, irregular, aplanada, áspera, ligeramente comprimida y con cuello en la base, roma o aguda en el ápice, sutura ventral estrecha, alada, sutura dorsal aguda o levemente surcada.
Su tiempo de recogida de cosecha es temprano, se inicia en su maduración en la segunda y tercera decena de agosto.

## Cultivo
Se usa como ciruela de preparados de cocina, para hacer mermelada, especialmente cuando está poco maduro.